# Seznam vrcholů ve Volovských vrších

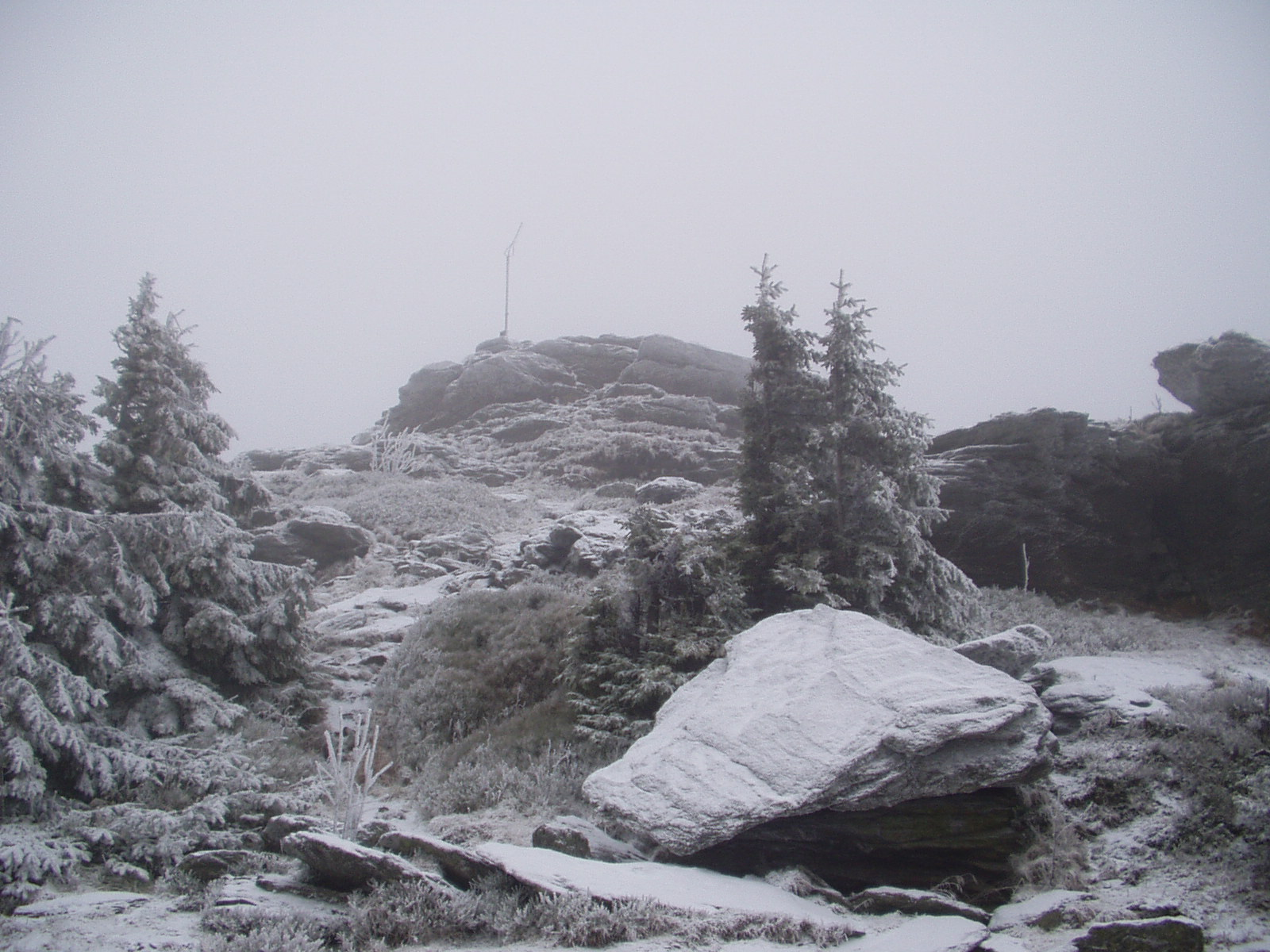
Volovec (1293 m)

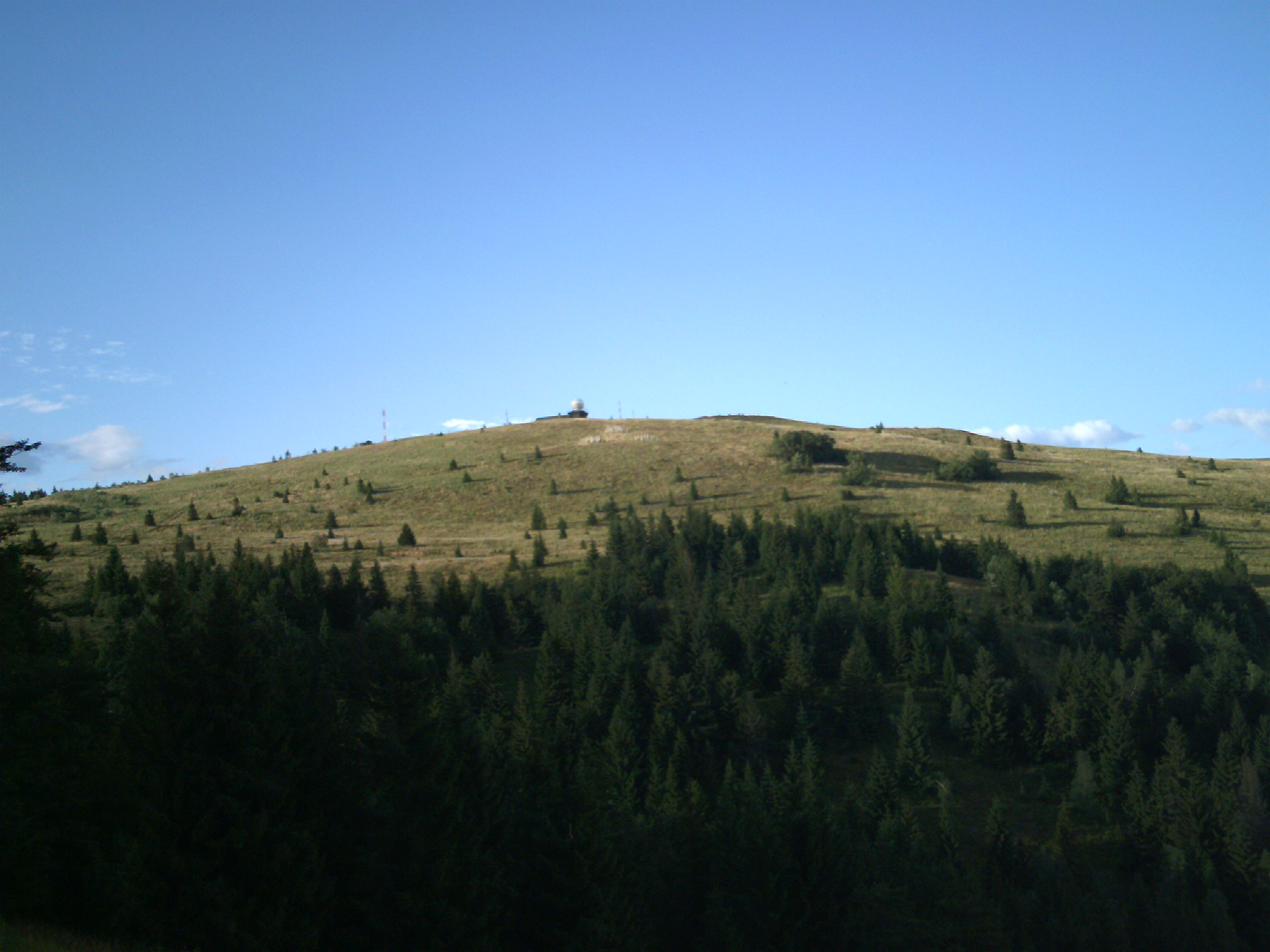
Kojšovská hoľa (1248 m)

Seznam vrcholů ve Volovských vrších zahrnuje pojmenované vrcholy s nadmořskou výškou nad 1000 m. K sestavení seznamu bylo použito map dostupných na stránkách hiking.sk. Jako hranice pohoří byla uvažována hranice stejnojmenného geomorfologického celku.

## Seznam vrcholů
| #   | Vrchol           | Výška (m) | Souřadnice                       | Podcelek       | Přístup                                              |
| --- | ---------------- | --------- | -------------------------------- | -------------- | ---------------------------------------------------- |
| 1.  | Zlatý stôl       | 1322      | 48°46′00″ s. š., 20°39′21″ v. d. | Zlatý stôl     | modrá turistická značka                              |
| 2.  | Volovec          | 1293      | 48°44′40″ s. š., 20°34′30″ v. d. | Zlatý stôl     | červená turistická značka · zelená turistická značka |
| 3.  | Babiná           | 1278      | 48°49′49″ s. š., 20°27′46″ v. d. | Knola          | žlutá turistická značka                              |
| 4.  | Kobyliar         | 1271      | 48°46′05″ s. š., 20°40′54″ v. d. | Zlatý stôl     | neznačeno                                            |
| 5.  | Hoľa             | 1268      | 48°47′37″ s. š., 20°31′56″ v. d. | Zlatý stôl     | neznačeno                                            |
| 6.  | Veľká Knola      | 1266      | 48°51′51″ s. š., 20°28′23″ v. d. | Knola          | neznačeno                                            |
| 7.  | Smrečinka        | 1266      | 48°49′02″ s. š., 20°27′26″ v. d. | Knola          | neznačeno                                            |
| 8.  | Hekerová         | 1260      | 48°44′01″ s. š., 20°39′55″ v. d. | Zlatý stôl     | neznačeno                                            |
| 9.  | Muráň            | 1260      | 48°52′30″ s. š., 20°28′34″ v. d. | Knola          | neznačeno                                            |
| 10. | Biele skaly      | 1252      | 48°43′20″ s. š., 20°38′52″ v. d. | Zlatý stôl     | neznačeno                                            |
| 11. | Kojšovská hoľa   | 1248      | 48°46′56″ s. š., 20°59′17″ v. d. | Kojšovská hoľa | červená turistická značka                            |
| 12. | Čertova hoľa     | 1245      | 48°46′52″ s. š., 20°32′58″ v. d. | Zlatý stôl     | neznačeno                                            |
| 13. | Jamina           | 1241      | 48°45′09″ s. š., 20°39′08″ v. d. | Zlatý stôl     | neznačeno                                            |
| 14. | Pipitka          | 1225      | 48°41′03″ s. š., 20°40′34″ v. d. | Pipitka        | neznačeno                                            |
| 15. | Žobrácka poľana  | 1219      | 48°45′21″ s. š., 20°37′06″ v. d. | Zlatý stôl     | neznačeno                                            |
| 16. | Suchý vrch       | 1218      | 48°46′19″ s. š., 20°37′03″ v. d. | Zlatý stôl     | neznačeno                                            |
| 17. | Volovec          | 1213      | 48°45′29″ s. š., 20°33′03″ v. d. | Zlatý stôl     | neznačeno                                            |
| 18. | Okrúhly chrbát   | 1205      | 48°44′11″ s. š., 20°38′36″ v. d. | Zlatý stôl     | neznačeno                                            |
| 19. | Surovec          | 1205      | 48°47′59″ s. š., 20°32′36″ v. d. | Zlatý stôl     | neznačeno                                            |
| 20. | Stromiš          | 1192      | 48°48′29″ s. š., 20°26′59″ v. d. | Knola          | neznačeno                                            |
| 21. | Osadník          | 1186      | 48°40′14″ s. š., 20°44′13″ v. d. | Pipitka        | červená turistická značka                            |
| 22. | Balochova hoľa   | 1171      | 48°45′23″ s. š., 20°32′08″ v. d. | Zlatý stôl     | neznačeno                                            |
| 23. | Hýľ              | 1158      | 48°53′17″ s. š., 20°26′40″ v. d. | Havranie vrchy | neznačeno                                            |
| 24. | Kloptaň          | 1153      | 48°46′47″ s. š., 20°51′35″ v. d. | Kojšovská hoľa | červená turistická značka · zelená turistická značka |
| 25. | Čierna hora      | 1152      | 48°50′35″ s. š., 20°18′57″ v. d. | Havranie vrchy | neznačeno                                            |
| 26. | Zbojnícka skala  | 1147      | 48°46′09″ s. š., 20°50′35″ v. d. | Kojšovská hoľa | červená turistická značka                            |
| 27. | Vinčiar          | 1144      | 48°51′56″ s. š., 20°26′39″ v. d. | Havranie vrchy | neznačeno                                            |
| 28. | Drahov           | 1136      | 48°46′47″ s. š., 20°41′51″ v. d. | Zlatý stôl     | neznačeno                                            |
| 29. | Malý Suchý vrch  | 1133      | 48°44′32″ s. š., 20°40′31″ v. d. | Zlatý stôl     | žlutá turistická značka                              |
| 30. | Kečka            | 1131      | 48°45′59″ s. š., 20°34′31″ v. d. | Zlatý stôl     | neznačeno                                            |
| 31. | Bukovec          | 1127      | 48°50′50″ s. š., 20°43′17″ v. d. | Hnilecké vrchy | modrá turistická značka                              |
| 32. | Veľké sedlo      | 1122      | 48°46′41″ s. š., 20°39′01″ v. d. | Zlatý stôl     | neznačeno                                            |
| 33. | Veľký Vtáčí vrch | 1121      | 48°45′22″ s. š., 20°43′27″ v. d. | Zlatý stôl     | neznačeno                                            |
| 34. | Hajdúchov vrch   | 1120      | 48°39′49″ s. š., 20°44′35″ v. d. | Pipitka        | neznačeno                                            |
| 35. | Pálenica         | 1115      | 48°50′10″ s. š., 20°33′37″ v. d. | Knola          | žlutá turistická značka                              |
| 36. | Korban           | 1110      | 48°49′57″ s. š., 20°45′03″ v. d. | Hnilecké vrchy | zelená turistická značka                             |
| 37. | Orlia studňa     | 1103      | 48°40′15″ s. š., 20°43′02″ v. d. | Pipitka        | červená turistická značka                            |
| 38. | Šajby            | 1095      | 48°50′11″ s. š., 20°28′48″ v. d. | Knola          | neznačeno                                            |
| 39. | Hutná hoľa       | 1094      | 48°47′36″ s. š., 20°51′03″ v. d. | Kojšovská hoľa | neznačeno                                            |
| 40. | Malá Hekerová    | 1089      | 48°44′42″ s. š., 20°41′31″ v. d. | Zlatý stôl     | neznačeno                                            |
| 41. | Nad Javorom      | 1088      | 48°51′00″ s. š., 20°31′13″ v. d. | Knola          | neznačeno                                            |
| 42. | Okrúhla          | 1088      | 48°46′45″ s. š., 21°01′18″ v. d. | Kojšovská hoľa | neznačeno                                            |
| 43. | Malá Pipitka     | 1087      | 48°41′19″ s. š., 20°39′20″ v. d. | Pipitka        | neznačeno                                            |
| 44. | Ostrý vrch       | 1082      | 48°51′28″ s. š., 20°52′10″ v. d. | Hnilecké vrchy | neznačeno                                            |
| 45. | Kráľova hoľa     | 1072      | 48°52′14″ s. š., 20°25′11″ v. d. | Havranie vrchy | neznačeno                                            |
| 46. | Peklisko         | 1069      | 48°48′22″ s. š., 20°30′21″ v. d. | Zlatý stôl     | červená turistická značka                            |
| 47. | Úherčíková       | 1066      | 48°47′28″ s. š., 20°34′22″ v. d. | Zlatý stôl     | neznačeno                                            |
| 48. | Lastovičí vrch   | 1061      | 48°44′30″ s. š., 20°48′42″ v. d. | Kojšovská hoľa | neznačeno                                            |
| 49. | Panský vrch      | 1058      | 48°42′21″ s. š., 20°38′54″ v. d. | Zlatý stôl     | červená turistická značka                            |
| 50. | Vtáčí vrch       | 1045      | 48°44′52″ s. š., 20°42′32″ v. d. | Zlatý stôl     | neznačeno                                            |
| 51. | Orlí vrch        | 1043      | 48°50′26″ s. š., 20°46′48″ v. d. | Hnilecké vrchy | zelená turistická značka                             |
| 52. | Tupý vrch        | 1041      | 48°41′47″ s. š., 20°45′26″ v. d. | Pipitka        | neznačeno                                            |
| 53. | Breziny          | 1029      | 48°47′47″ s. š., 20°35′11″ v. d. | Zlatý stôl     | neznačeno                                            |
| 54. | Skorušiná        | 1028      | 48°41′20″ s. š., 20°44′20″ v. d. | Pipitka        | neznačeno                                            |
| 55. | Martinka         | 1027      | 48°50′51″ s. š., 20°24′57″ v. d. | Havranie vrchy | neznačeno                                            |
| 56. | Krompašský vrch  | 1025      | 48°52′43″ s. š., 20°53′20″ v. d. | Hnilecké vrchy | neznačeno                                            |
| 57. | Havrania hlava   | 1020      | 48°50′56″ s. š., 20°49′46″ v. d. | Hnilecké vrchy | zelená turistická značka                             |
| 58. | Holý vrch        | 1016      | 48°51′24″ s. š., 20°42′01″ v. d. | Hnilecké vrchy | neznačeno                                            |
| 59. | Skala            | 1014      | 48°52′01″ s. š., 20°48′15″ v. d. | Hnilecké vrchy | neznačeno                                            |
| 60. | Ostrá            | 1014      | 48°49′59″ s. š., 20°25′24″ v. d. | Havranie vrchy | červená turistická značka                            |
| 61. | Ovčínec          | 1012      | 48°46′07″ s. š., 20°53′31″ v. d. | Kojšovská hoľa | červená turistická značka                            |
| 62. | Grenier          | 1007      | 48°47′39″ s. š., 20°41′48″ v. d. | Zlatý stôl     | neznačeno                                            |
| 63. | Banský vrch      | 1004      | 48°51′12″ s. š., 20°51′07″ v. d. | Hnilecké vrchy | neznačeno                                            |